# 海德M1944卡賓槍
海德M1944卡賓槍（M1944 Hyde carbine）由喬治·海德開發，為美國武裝部隊設計的輕型步槍。 整體武器基於湯普森衝鋒槍的結構設計，海德也參考了他自己的許多武器設計。
M1944海德卡賓槍配有類似於MG42的快速槍管更換配件，它使用沖壓部件來簡化生產和減輕重量，使其用途廣泛、可靠且更容易攜帶。

## 概述
M1944海德卡賓槍配有特殊的快速槍管更換配件。 槍機與MP-34相似，復進簧在槍托中。海德槍的照片出現在丹尼爾·馬斯格雷夫和托馬斯·B的《World’s Assault Rifles》第一版中。

## 流行文化

### 電子遊戲
- 2021年—《應徵入伍》：美國科技樹BR V武器。